# Tóth Vera
Tóth Vera (Tapolca, 1985. március 3. –) Artisjus-díjas magyar énekesnő. Az első Megasztár győzteseként vált ismertté. Három évvel fiatalabb húga, Tóth Gabi szintén énekesnő.

## Életpályája
Már egészen kiskorától énekel. Szülővárosában, Tapolcán rendszeresen fellépett, majd megismerkedett Völler Adél énektanárnővel. 2003-ban jelentkezett a TV2 tehetségkutatójába, a Megasztár 1. szériájába, ahol a válogatás után bejutott a legjobb 50 előadó közé, majd Cserháti Zsuzsa Hamu és gyémánt című slágerével pedig a legjobb 12 közé. Minden héten más zenei műfajban bizonyított, végül eljutott az utolsó fordulóig, ahol a nézők a show végén őt szavazták meg győztesnek. Karrierje azóta is töretlenül ível felfelé. 2005-ben a Megasztár második évadában a húgával, Tóth Gabival duettezett. 2010-ben a Megasztár 5 fináléjában Kökény Attila duettpartnere volt. 2012-ben a Megasztár hatodik szériájának fináléjában a győztes Radics Gigi duettpartnere volt. 2015-ben bekerült A Dal eurovíziós nemzeti dalválasztó show elődöntőjébe Gyémánt című dalával.

## Díjak
- „Év hangja” (2004)
- Bravo Otto-díj (2005)
- Miniszteri Elismerő Oklevél (2005)[2]
- Artisjus-díj (2008)
- Magyar Toleranciadíj (2010)
- Glamour Woman of the Year Gála az Év Énekesnője (2024)[3]
- Petőfi Zenei Díj - Az év női előadója (2025)

## Szólólemezek
| Év   | Album                                                | Legmagasabb helyezés                   | Minősítés  |
| Év   | Album                                                | MAHASZ Top 40 album- és válogatáslemez | Minősítés  |
| ---- | ---------------------------------------------------- | -------------------------------------- | ---------- |
| 2004 | Ébren álmodom - 1. stúdióalbum - Megjelenés: 2004.   | 2                                      | Aranylemez |
| 2006 | Valami más - 2. stúdióalbum - Megjelenés: 2006.      | 17                                     |            |
| 2008 | Tóth Vera - 3. stúdióalbum - Megjelenés: 2008.       | -                                      |            |
| 2010 | Zene kell nekem - 4. stúdióalbum - Megjelenés: 2010. | 26                                     |            |

## Ismertebb dalai
- 2004 Nem baj, hogy semmi nem jön könnyen
- 2006 Nem kell valaki másé
- 2007 Mondd, miért pont ő?
- 2008 Sorskerék
- 2010 Csak a zene
- 2014 Gyémánt

## Könyv
- Tóth Vera: Gyémánt; Athenaeum, Bp., 2015[4]

## Videóklipjei
- 2004 Csillagdal
- 2004 Nem baj, hogy semmi nem jön könnyen
- 2006 Nem kell valaki másé
- 2007 Mondd, miért pont ő?
- 2008 Boldogtalan

## Színházi szerepei
A Színházi adattárban regisztrált bemutatóinak száma: 2.
| Darab                 | Szerep          | Színház                          | Bemutató            | Forrás |
| --------------------- | --------------- | -------------------------------- | ------------------- | ------ |
| Egy bohém rapszódiája | N/A             | Margitszigeti Szabadtéri Színpad | 2009. augusztus 14. | [ 6 ]  |
| The Blues Brothers    | Aretha Franklin | Margitszigeti Szabadtéri Színpad | 2012. augusztus 3.  | [ 7 ]  |